# Народна библиотека „Детко Петров“ Димитровград
Народна библиотека „Детко Петров“ је библиотека у Димитровграду, Србија. Према званичним изворима, библиотека је настала 1898. године, али према неким изворима библиотека је постојала и раније. Данас се у оквиру библиотеке налази и просторија са музејском поставком чија је тема историја овог краја, Завичајна музејска збирка Димитровград.
У периоду после Другог светског рата, библиотека и њене филијале радиле су у оквиру Културног центра до 1996. године, када је постала независна. Нова Народна библиотека у Димитровграду се налази у згради основне школе у градском насељу Камен.

## Историја
Потреба за културу и буђење свести локалног становништа довела је до појаве штампарије у Цариброду одмах након ослобођења ових крајева од Отоманског царства. Након 1889. године појављује се часопис Домаћи учитељ, недељници Цариброд (1901), Нишава и хумористично-сатирични часопис Хлопатар (1919).
Године 1919. житељи Димитровграда су преселили библиотеку у село Драгоман, али након 6. новембра 1920. године, када је Цариброд званично постао део Србије, цела колекција књига преноси се у Софију, где је отворена Царибродска школа за избеглице. Званична прича каже да је библиотека у Димитровграду основана 1898. поводом тадашњих дешавања и забринутости грађана. Неки докази указују на то да је библиотека постојала и раније. 